# 孙忠
孙忠（1368年—1452年），字主敬，山东承宣布政使司濟南府邹平县人，孝恭章皇后孙氏的父亲，明英宗的外祖父。
本名孙愚，以永城主簿督役营建天寿山皇陵，升为鸿胪寺序班，选他的四女入皇太孙朱瞻基的内宫。朱瞻基即位为明宣宗，册封其女为贵妃。孙愚改名为孙忠，为中军都督府都督佥事。宣德三年（1428年）皇后胡善祥被废，孙氏封为皇后，孙忠封会昌伯。孙忠请求回乡，明宣宗赐御制诗，命太监同行。回京后，皇帝皇后亲自慰劳。他的妻子董元貞数次被召入宫，赏赐不绝。明英宗正统年间，孫氏为皇太后。每逢生日，孫太后遣使犒赏孫忠全家。宦官王振专权，祭酒李时勉犯法服役，孙忠附奏，太后对英宗说，李时勉获释。他的家奴贷钱给百姓，利息是本金的数倍，百姓不堪，向朝廷投诉，言官纷纷弹劾。朝廷让家奴戍边，不问孙忠之过。明代宗景泰三年（1452年）孙忠卒，赠会昌侯，谥康靖。英宗复位，加赠太傅，安国公，改谥恭宪。成化中再赠太师、左柱国。

## 延伸阅读
[在维基数据编辑]
 《國朝獻徵錄·卷之三》，出自焦竑《國朝獻徵錄》
 《明史卷三百》，出自《明史》